# Best Scandal
Best Scandal (estilizado: BEST★SCANDAL) é o primeiro álbum de estúdio da banda japonesa Scandal. O álbum foi lançado no dia 21 de outubro de 2009, e alcançou a 5ª posição na parada semanal da Oricon, ficando por 21 semanas.
    

## Lista de faixas
| N.º | Título                                                         | Letras                              | Composição, Arranjo                       | Duração |  |
| 1.  | "SCANDAL BABY"                                                 | TOMOMI, Yuichi Tajika               | Yuichi Tajika, Keita Kawaguchi            | 5:04    |  |
| 2.  | "Shoujo S" (少女S; Girls)                                      | TOMOMI                              | Yuichi Tajika, Iijima Ken                 | 3:11    |  |
| 3.  | "DOLL"                                                         | TOMOMI                              | Satoshi Tokita, Susumu Nishikawa, SCANDAL | 3:24    |  |
| 4.  | "Koi Moyou" (恋模様; Love Pattern)                             | HARUNA                              | MASTERWORKS                               | 3:44    |  |
| 5.  | "Yumemiru Tsubasa" (夢見るつばさ; Dreaming of Wings)           | SCANDAL, Aiji Hayama, Sachio Kubota | Sachio Kubota, Katsu Hoshi                | 3:44    |  |
| 6.  | "Anata ga Mawaru" (アナタガマワル; You Are Spinning)           | TOMOMI, Noriyasu Isshiki            | Noriyasu Isshiki, A×S×E                   | 4:19    |  |
| 7.  | "Space Ranger" (スペースレンジャー)                            | TOMOMI, HARUNA                      | Ryosuke Shimohata, MASTERWORKS            | 3:30    |  |
| 8.  | "Ring! Ring! Ring!"                                            | MAMI , Yuichi Tajika                | Yuichi Tajika, Keita Kawaguchi            | 3:45    |  |
| 9.  | "Maboroshi Night" (マボロシナイト; Phantom Night)              | SCANDAL, Ken Iijima                 | Ken Iijima                                | 3:48    |  |
| 10. | "Kimi to Yoru to Namida" (キミと夜と涙; You, Night, and Tears) | RINA, Ken Iijima                    | Ken Iijima , Ryo Eguchi                   | 4:21    |  |
| 11. | "Hitotsu Dake" (ひとつだけ; Only One)                          | HARUNA                              | Koichi Tsutaya, Tomohiro Okubo            | 3:19    |  |
| 12. | "SAKURA Goodbye" (SAKURAグッバイ; Cherry Blossom Goodbye)      | TOMOMI, MASTERWORKS                 | MASTERWORKS, Kotaro Kubota                | 3:56    |  |
| 13. | "Kagerou -album mix-" ((カゲロウ; Mayfly))                     | TOMOMI, MASTERWORKS                 | Jin Nakamura                              | 4:27    |  |

| DVD |                                                             |         |  |
| N.º | Título                                                      | Duração |  |
| 1.  | "Space Ranger (MUSIC VIDEO)"                                |         |  |
| 2.  | "Koi Moyou (MUSIC VIDEO)"                                   |         |  |
| 3.  | "DOLL (MUSIC VIDEO)"                                        |         |  |
| 4.  | "SAKURA Goodbye (MUSIC VIDEO)"                              |         |  |
| 5.  | "Shoujo S (MUSIC VIDEO)"                                    |         |  |
| 6.  | "BEAUTeen!! (MUSIC VIDEO)"                                  |         |  |
| 7.  | "Yumemiru Tsubasa (MUSIC VIDEO)"                            |         |  |
| 8.  | "S.L. Magic (Pre-debut America-France-Hong Kong video)"     |         |  |
| 9.  | "Koi no Kajitsu (Pre-debut America-France-Hong Kong Video)" |         |  |
| 10. | "Shoujo S (MUSIC VIDEO Making)"                             |         |  |
| 11. | "Yumemiru Tsubasa (MUSIC VIDEO Making)"                     |         |  |

## Vendas
- Vendas totais: 52,956
- Vendas em 2009: 44,995 (197º álbum do ano)
- Vendas em 2010: 7,961